# لاله (کومبیسیری)
لاله شهری در شهرستان کومبیسیری در استان بازگا در بورکینافاسوی مرکزی است و جمعیت آن ۸۴۸ نفر است.